# Динамический хаос
Динами́ческий ха́ос (также детерминированный хаос) — явление в теории динамических систем, при котором поведение нелинейной системы выглядит случайным, несмотря на то, что оно определяется детерминистическими законами. В качестве синонима часто используют название детерминированный хаос; оба термина полностью равнозначны и используются для указания на существенное отличие хаоса как предмета научного изучения в синергетике от хаоса в обыденном смысле.

## Основные сведения
Причиной появления хаоса является неустойчивость (чувствительность) по отношению к начальным условиям и параметрам: малое изменение начального условия со временем приводит к сколь угодно большим изменениям динамики системы.
Динамику, которая чувствительна к малейшим изменениям начальных условий системы,  из которых начинается её развитие, изменение, и в которой эти малейшие отклонения со временем многократно приумножаются, затрудняя предсказание будущих состояний системы, часто и называют хаотичной. 
К примеру, мы знаем траекторию движения механической системы, если даны начальные условия. Если бы система была устойчива, не хаотична, то при небольших изменениях начальных условий, новая траектория не сильно отличалась бы от прежней, возможно даже, что новая траектория движения со временем совпала бы с прежней. Но если система была бы хаотичной, неустойчивой, то поначалу старая и новая траектории могли бы и быть близки, однако со временем траектории стали бы совершенно различны, то есть система проявила бы высокую чувствительность к начальным данным задачи о движении.
Так как начальное состояние физической системы не может быть задано абсолютно точно (например, из-за ограничений измерительных инструментов), то всегда необходимо рассматривать некоторую (пусть и очень маленькую) область начальных условий. При движении в ограниченной области пространства экспоненциальная расходимость близких орбит с течением времени приводит к перемешиванию начальных точек по всей области. После такого перемешивания уже практически не имеет смысла говорить о координате конкретной частицы, более целесообразным является переход к статистическому описанию процесса, то есть к определению вероятности нахождения частицы в некоторой точке.
Примерами хаотических динамических систем могут являться подкова Смейла и преобразование пекаря.
Обратным, в некотором смысле, к динамическому хаосу является динамическое равновесие и явления гомеостаза.